# Фердинандо Гонзага
Фердинандо Гондзага (на италиански: Ferdinando Gonzaga; * 26 април 1587, Мантуа; † 29 октомври 1626, Мантуа) от род Гондзага, е от 1607 до 1612 г. кардинал, от 1612 до 1626 г. 6-и херцог на Мантуа и 4-ти херцог на Монферат.

## Произход
Той е вторият син на херцог Винченцо I Гондзага (1562 – 1612) и втората му съпруга Елеонора де Медичи (1566 – 1611) от род Медичи, най-възрастната дъщеря на велик херцог Франческо I де Медичи от Тоскана и ерцхерцогиня Йохана Австрийска, дъщеря на император Фердинанд I. Майка му е сестра на Мария де Медичи, кралицата на Франция и майка на крал Луи XIII.

## Биография
През 1607 г., на 20 години, той става кардинал. Брат му Франческо IV Гондзага умира на 22 декември 1612 г. без мъжки наследник и Фердинандо Гондзага наследява титлата херцог и трябва да напусне църковната си служба.
Фердинандо се жени тайно през 1615 г. за Камила Фаа ди Бруно (* ок. 1599, † 14 юли 1662), дъщеря на граф Ардицино Фаà, граф на Бруно, и Маргерита Фасати. От нея има незаконен син Франческо Джачинто (1616 – 1630). Развежда се през 1616 г.
През 1617 г. той се жени за Катерина де Медичи (* 2 май 1593, † 17 април 1629), дъщеря на великия херцог Фердинандо I де Медичи от Тоскана и съпругата му Кристина Лотарингска, дъщеря на херцог Карл III от Лотарингия и принцеса Клод дьо Валоа. Бракът е бездетен.
Фердинандо Гондзага умира на 39 г. на 29 октомври 1626 г. Погребан е в църквата „Санта Барбара“ в Мантуа. Наследен е като херцог от по-малкия му брат Винченцо II Гондзага.